# Sandskäret, Kristinestad
Sandskäret med Gräsgrund, Idgrund, Skränmåsgrund och Trindklobben är en ö i Finland. Den ligger i Bottenhavet och i kommunen Kristinestad i den ekonomiska regionen  Sydösterbotten i landskapet Österbotten, i den västra delen av landet. Ön ligger omkring 110 kilometer söder om Vasa och omkring 290 kilometer nordväst om Helsingfors.
Öns area är 1,72 kvadratkilometer och dess största längd är 5,5 kilometer i nord-sydlig riktning. I omgivningarna runt Sandskäret växer i huvudsak blandskog.

## Sammansmälta delöar
- Sandskäret 62°08′13″N 21°17′17″Ö / 62.13692°N 21.28809°Ö
- Skränmåsgrund 62°09′08″N 21°17′20″Ö / 62.15222°N 21.28899°Ö